# 前澤車站
前澤車站（日语：／ Maesawa eki */?）是一由東日本旅客鐵道（JR東日本）的所經營鐵路車站，位於日本岩手縣奧州市前澤區三日町新裏。前澤是JR東北本線沿線車站之一，屬JR東日本盛岡支社管轄範圍，由一之關車站管理，設有綠窗口（みどりの窓口），是個營運上由JR東日本子公司Jaster（ジャスター）代為經營的業務委託車站。

## 車站結構
側式月台1面1線與島式月台1面2線，合計2面3線的地面車站。

### 月台配置
| 月台 | 路線      | 方向 | 目的地         | 備註     |
| ---- | --------- | ---- | -------------- | -------- |
| 1    | ■東北本線 | 下行 | 水澤、盛岡方向 |          |
| 2    | ■東北本線 | 下行 | 水澤、盛岡方向 | 部分列車 |
| 2    | ■東北本線 | 上行 | 一之關方向     | 部分列車 |
| 3    | ■東北本線 | 上行 | 一之關方向     |          |

## 相鄰車站
東日本旅客鐵道
■東北本線
平泉－前澤－陸中折居

## 外部連結
- （日語）平泉車站（JR東日本） （页面存档备份，存于）